# Дрогошевский, Генрих Станиславович
Генрих Станиславович Драгошевский (1882—1919) — революционер, большевик, активный участник борьбы за власть Советов на Дальнем Востоке.

## Биография
Родился и вырос на Украине, окончил Воронежское техническое училище, работал во Владивостоке. Мобилизованный в армию, он служил в 4-м крепостном артиллерийском полку во Владивостоке. В 1917 году вступил в большевистскую партию, был избран председателем полкового комитета и депутатом Владивостокского Совета рабочих и солдатских депутатов.
В начале 1918 года Г. С. Дрогошевскому было поручено формирование частей Красной Армии. Он стал начальником красноармейского городского штаба, начальником гарнизона крепости Владивосток.
После контрреволюционного переворота во Владивостоке 29 июня 1918 года Дрогошевский с остатками частей Красной Армии отступил к Никольску-Уссурийскому, командовал левым флангом Уссурийского фронта. Скрывался в зазейских селах.
С началом мухинского восстания в феврале 1919 года был избран командующим партизанской армией. Под его руководством армия совершила рейд по Зейско-Бурейской равнине, нанося ряд крупных ударов по японским и белогвардейским отрядам — под Виноградовкой, Чудиновкой, Малой Перой, при Черновском разъезде, под Павловкой, у села Александровского. В июле 1919 г. схвачен белогвардейцами при попытке перебраться в Приморье. По приговору белогвардейского суда 7 июля 1919 года казнён в Благовещенске. Похоронен в братской могиле у стадиона «Спартак».

## Память
- Похоронен в братской могиле у стадиона «Спартак» в Благовещенске[1].
- На территории села Успеновка расположен памятник Г. С. Дрогошевскому (Автор — скульптор В. Е. Обидион)[2].
- В советское время именем Дрогошевского был назван колхоз в Успеновке.
- Улица Дрогошевского в микрорайоне «Тайвань» г. Благовещенска.
- разъезд Дрогошевск на Дальневосточной железной дороге (ранее линия БАМ) в Селемджинском районе Амурской области.